# Gaeta
Gaeta je mesto z okoli 20.000 prebivalci v Italiji ob istoimenskem zalivu Tirenskega morja. Upravno  Gaeta sodi v italijansko pokrajino Latina dežele Lacij.
Tu quoque litoribus nostris, Aeneia nutrix, aeternam moriens famam, Caieta, dedisti— Vergilij, Eneide, VII 1-4